# Erikslunds gods

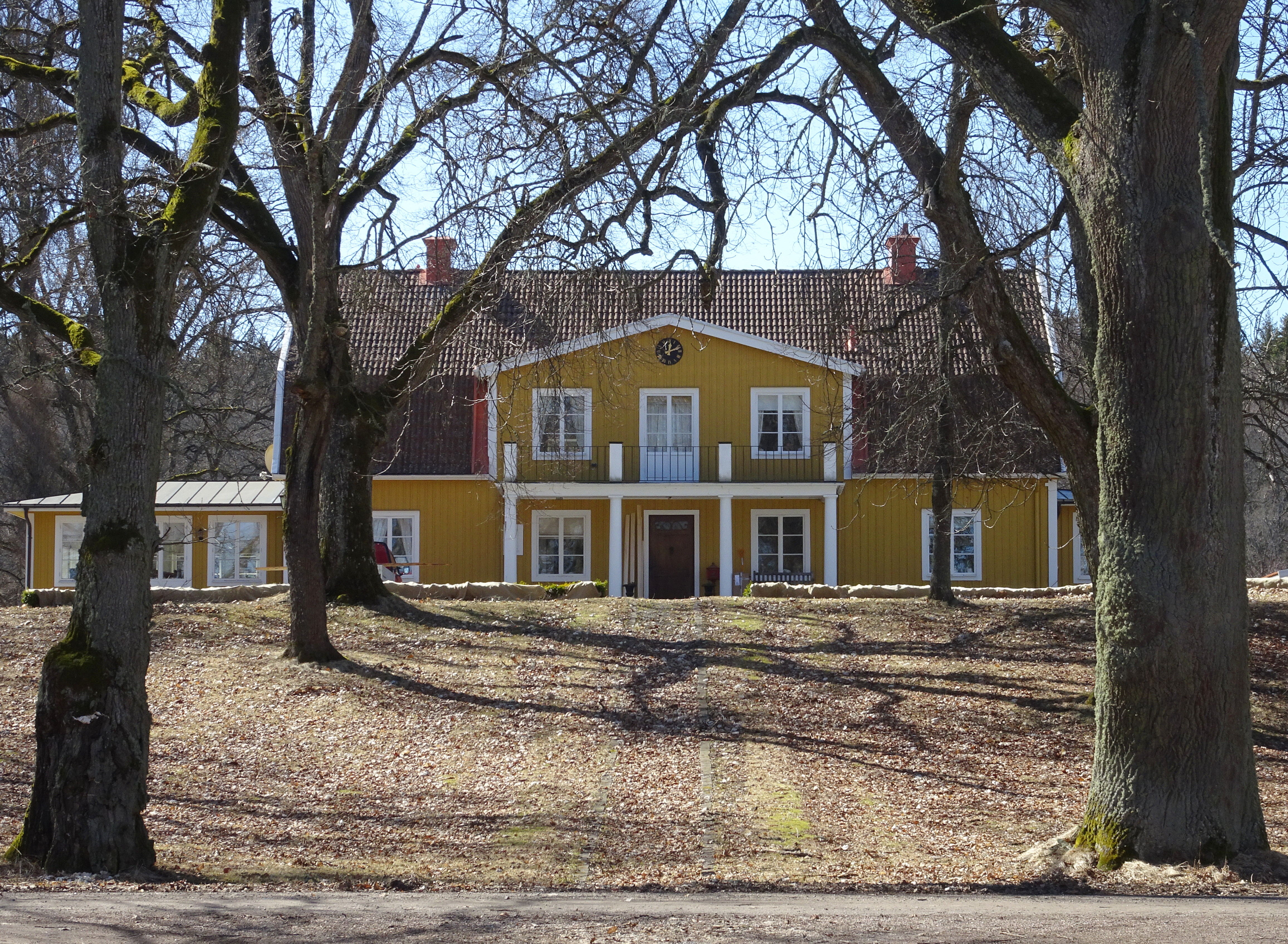
Erikslunds huvudbyggnad, fasad mot öster, april 2018.

Erikslund (Ericslund) är en egendom och ett tidigare säteri belägen mellan Vagnhärad och Trosa i Södermanlands län vars tidigare slottsliknande huvudbyggnad uppfördes i slutet av 1770-talet. Sedan år 1936 finns en ny huvudbyggnad på Erikslund.

## Historia

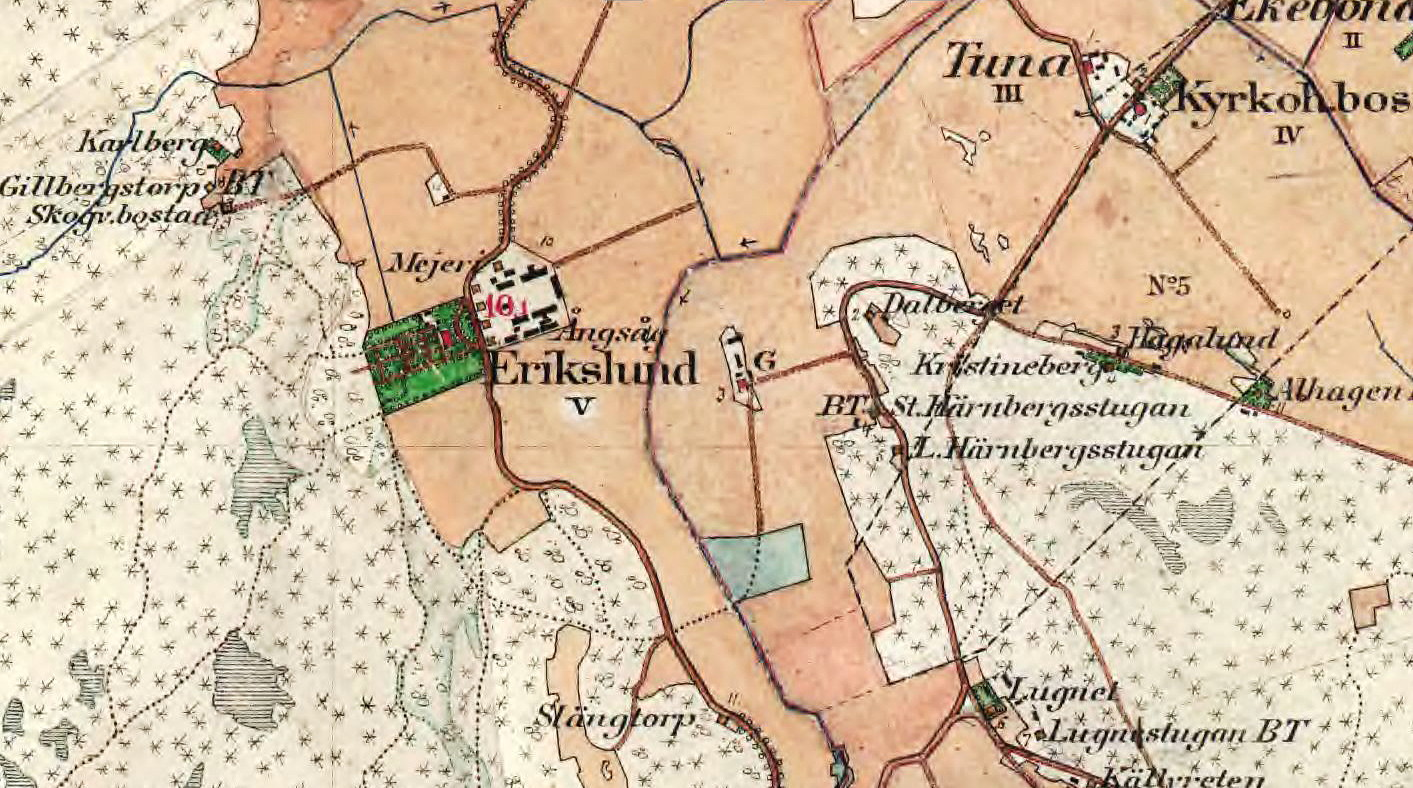
Erikslund, 1890-tal.

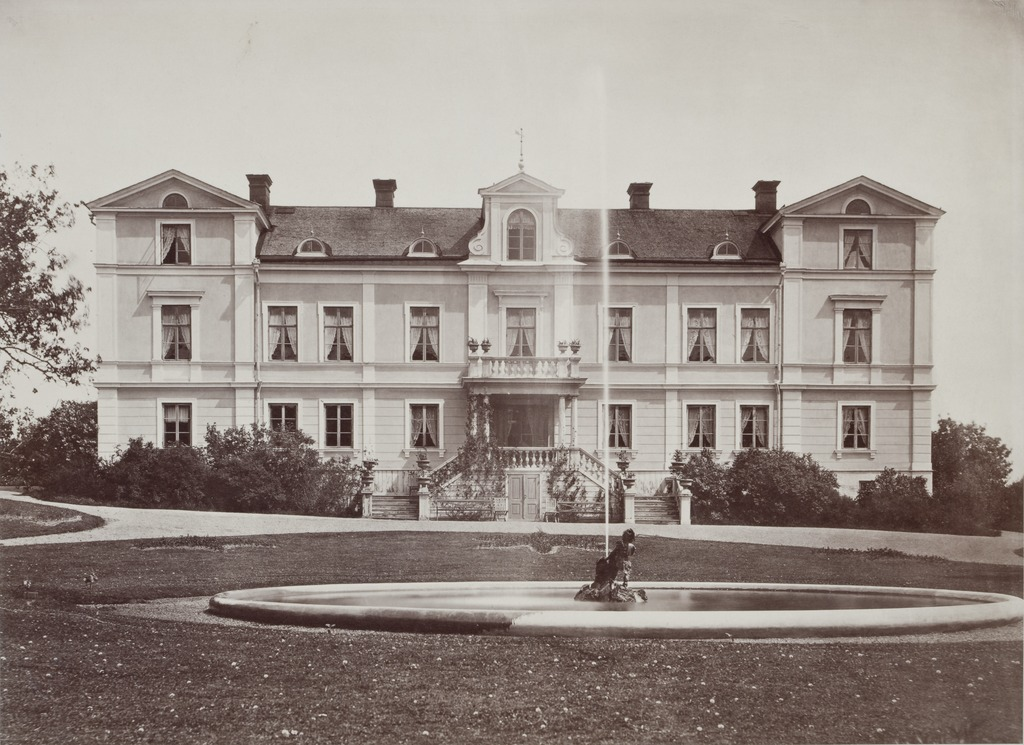
Erikslunds gamla huvudbyggnad.

### Uppförande och tidiga ägare
Egendomen Erikslund, som tidigare kallats Backa, bestod på 1700-talet av fem mindre gårdar som fram till 1778 lydde under Tullgarn. Ett säteri bildades 1778 genom inköp och sammanslagning av gårdarna Buska, Backa, Bro och Skårdala samt Hålsnäs. Stället kallades Erikslund efter dess nye ägare Eric Brander, adlad Skjöldebrand. Gården omnämns första gången i 1775 års husförhörslängd. 
Skjöldebrand lät uppföra den slottsliknande huvudbyggnaden, som ärvdes av sonen Pehr Eric Sköldebrand, landshövding i Södermanlands län. År 1819 sålde den sistnämnde godset till Karl XIV Johan, men köpte tillbaka det 1826. Friherre Johan Albert Kantzow ägde därefter Erikslund under en period.

### Familjen von Hallwyl
År 1866 köptes Erikslund av träpatronen Wilhelm Kempe som gav gården 1870 som bröllopsgåva till sin dotter Wilhelmina då hon gifte sig med greve Walther von Hallwyl. Vid denna tid omfattade egendomen drygt 3 000 tunnland.
Stora renoveringsarbeten pågick på godset inför paret von Hallwyls inflyttning. Huvudbyggnaden från 1700-talet fick en tredje våning, man drog vattenledning till kök och ladugård, man byggde en ny loge, stenladugård, sågskjul, maskinhus och magasin, allt placerat symmetriskt längs en huvudaxel. Vid den tiden tillkom även de karakteristiska gulmålade bostadshusen för gårdens arbetare som står i rad nedanför mangårdsbyggnaden. Wilhelm Kempe ville ge sin dotter och svärson en egendom som motsvarade tidens alla krav. Inredningarna gick huvudsakligen i nyrokoko.

### Dagens Erikslund
Herrgården ärvdes av paret von Hallwyls dotterdotter Margit Lundström (född von Geijer 1907) och därefter av dotterdotterdottern Signe som gifte sig 1956 med Björn von der Esch (1930–2010). Då omfattade godset 1 600 hektar mark. Erikslund kvarstår i familjen von Hallwyls ägo genom Joachim von der Esch (född 1963).
Huvudbyggnaden ersattes år 1936 av en ny, betydligt enklare byggnad. Det rör sig om ett gulmålat panelat trähus i två våningar under ett brutet sadeltak. De gamla arbetarbostäderna från 1870-talet och ekonomibyggnader öster om mangården är väl bevarade. På gården drivs bland annat en hästverksamhet med dressyr och hopphästar.

## Nutida bilder

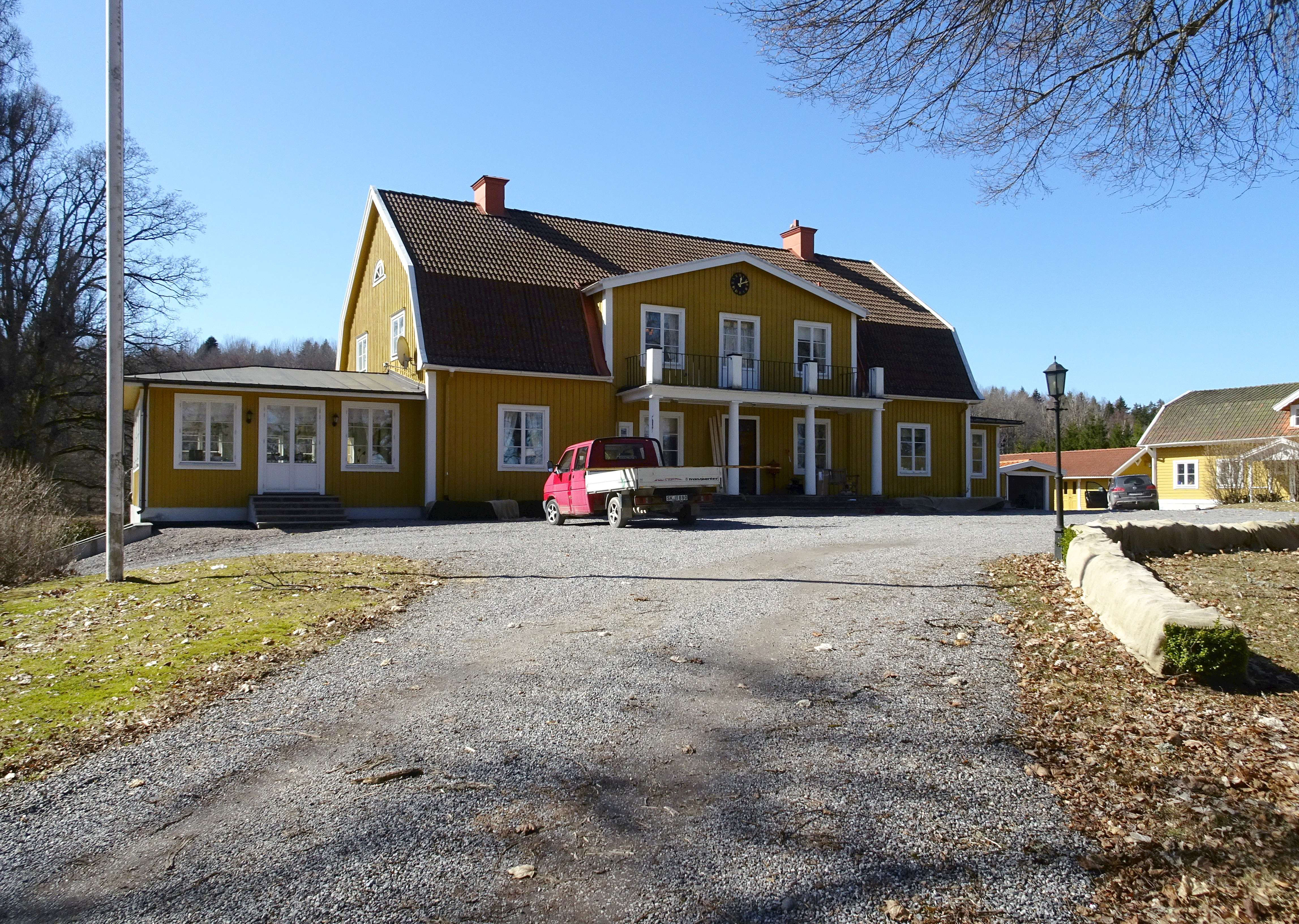
Erikslunds nya huvudbyggnad.
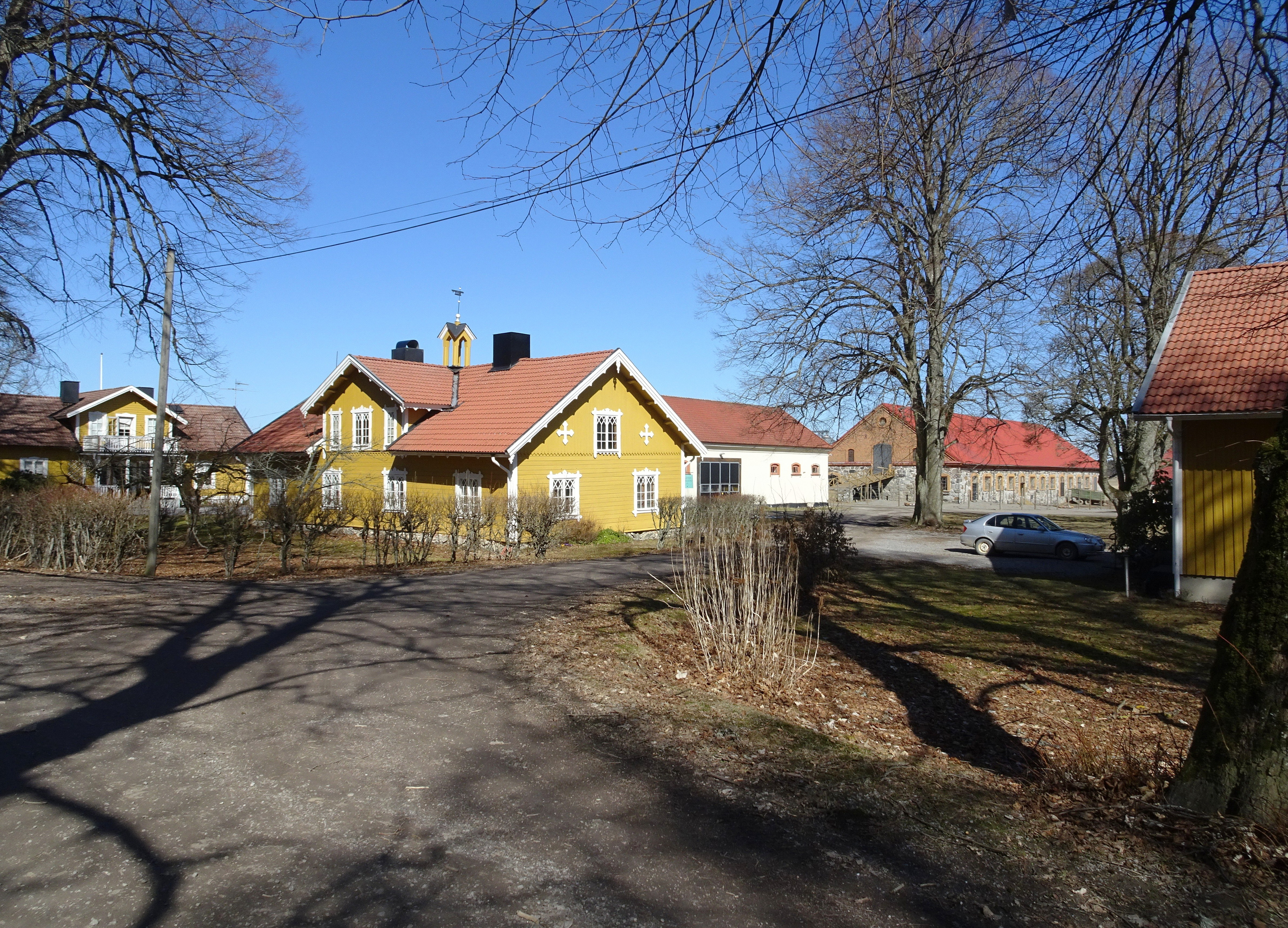
Bostäder och ekonomibyggnader.
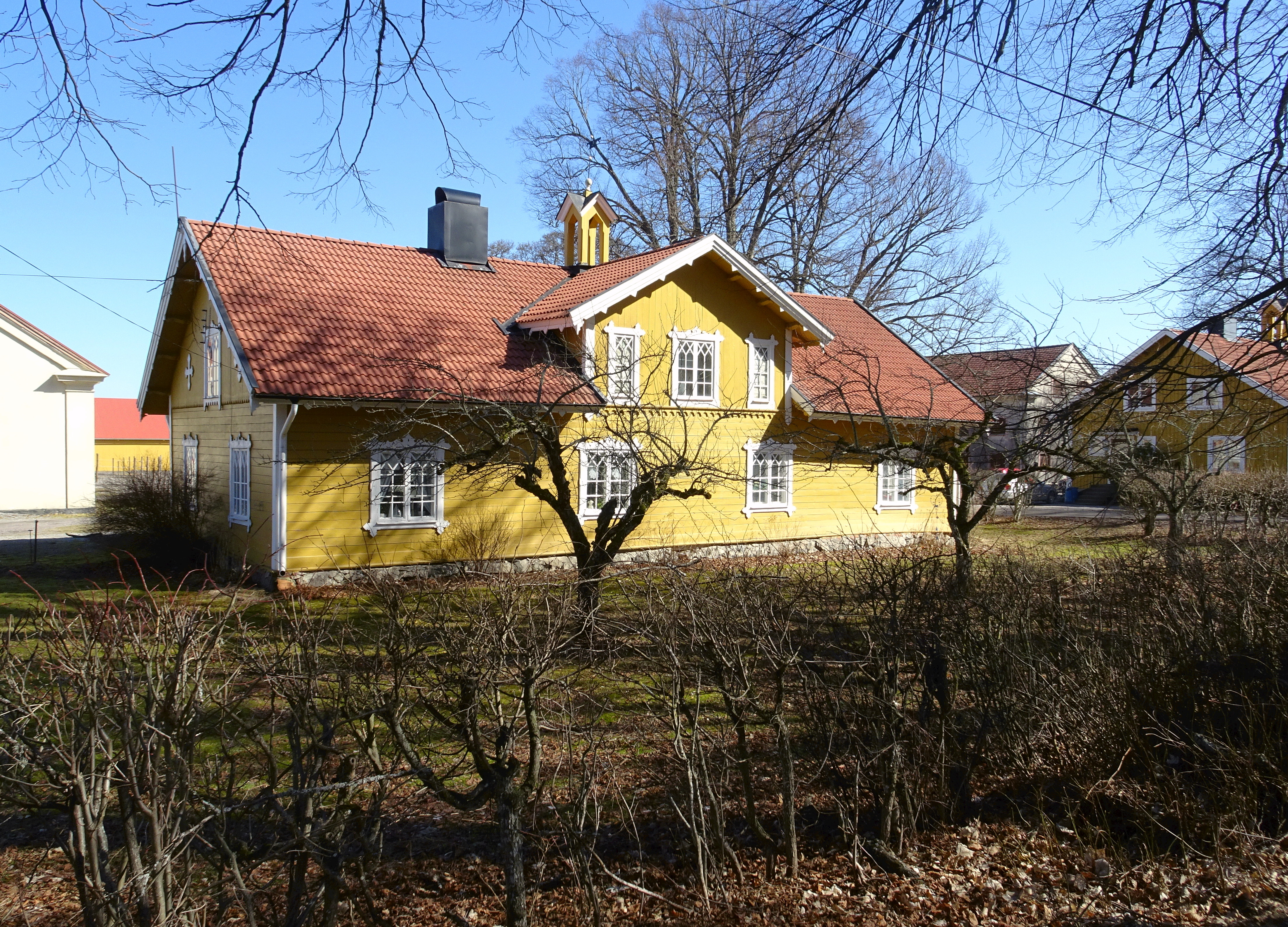
Bostadshus från 1870.
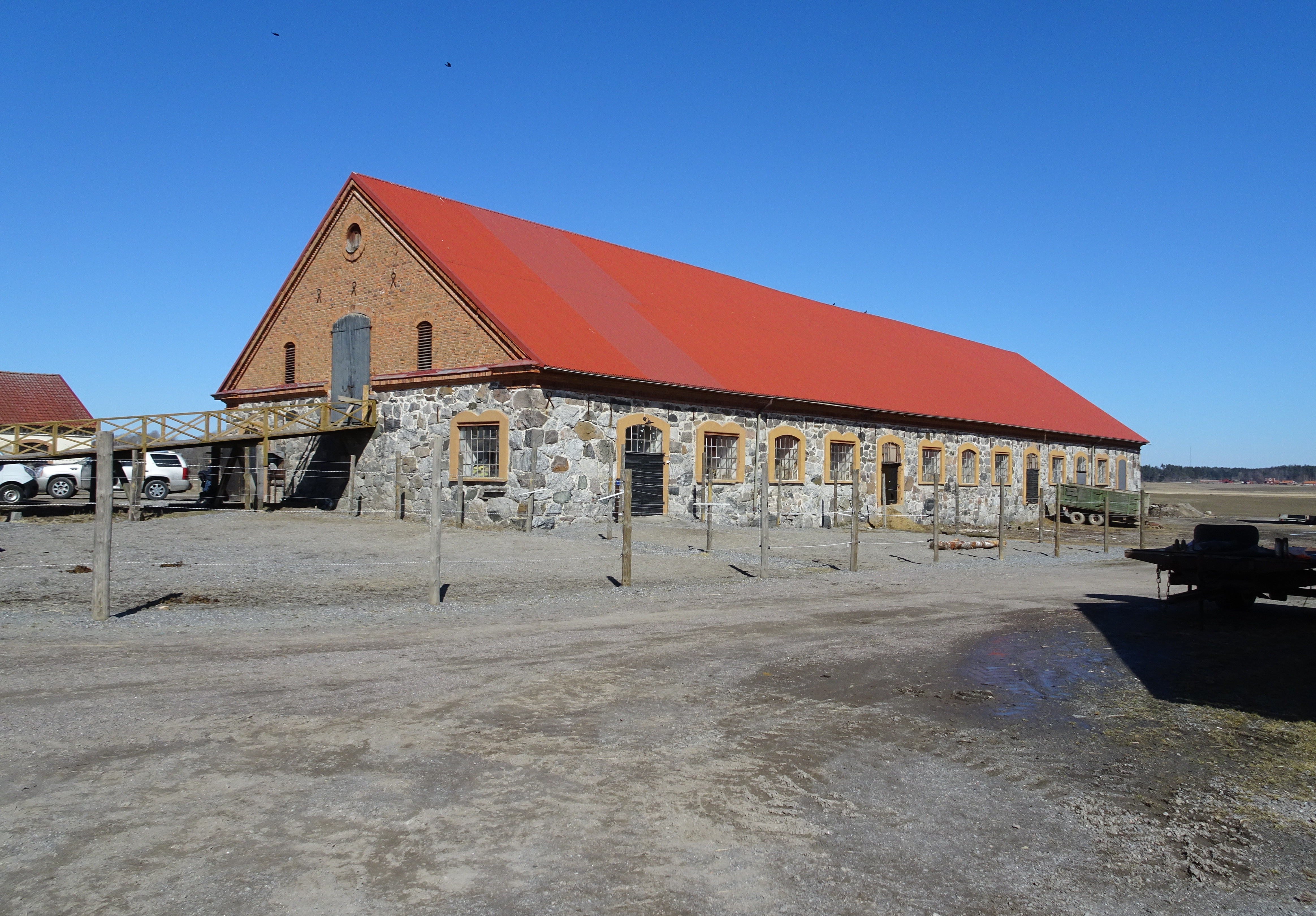
Stenladugården.

## Erikslund då och nu
| Erikslunds ekonomibyggnader sedda från söder, omkring sekelskiftet 1900 och i april 2018. |  | Erikslunds ekonomibyggnader sedda från söder, omkring sekelskiftet 1900 och i april 2018. |
| Erikslunds ekonomibyggnader sedda från söder, omkring sekelskiftet 1900 och i april 2018. |  |                                                                                           |